# Cytosol
Cytosol er den væske der befinder sig inde i cellen, men uden for kernen og organellerne. Cytosolen er en del af cytoplasma.